# 斯马古尔·萨德瓦卡索夫
斯马古尔·萨德瓦卡索夫（羅馬化：Smağūl Säduaqasov；1900年—1933年12月16日），哈薩克族政治家、作家和采编。其持哈萨克民族主义观点，批评俄罗斯帝国殖民哈萨克以及苏联在哈萨克实施的强制集体化。

## 生平

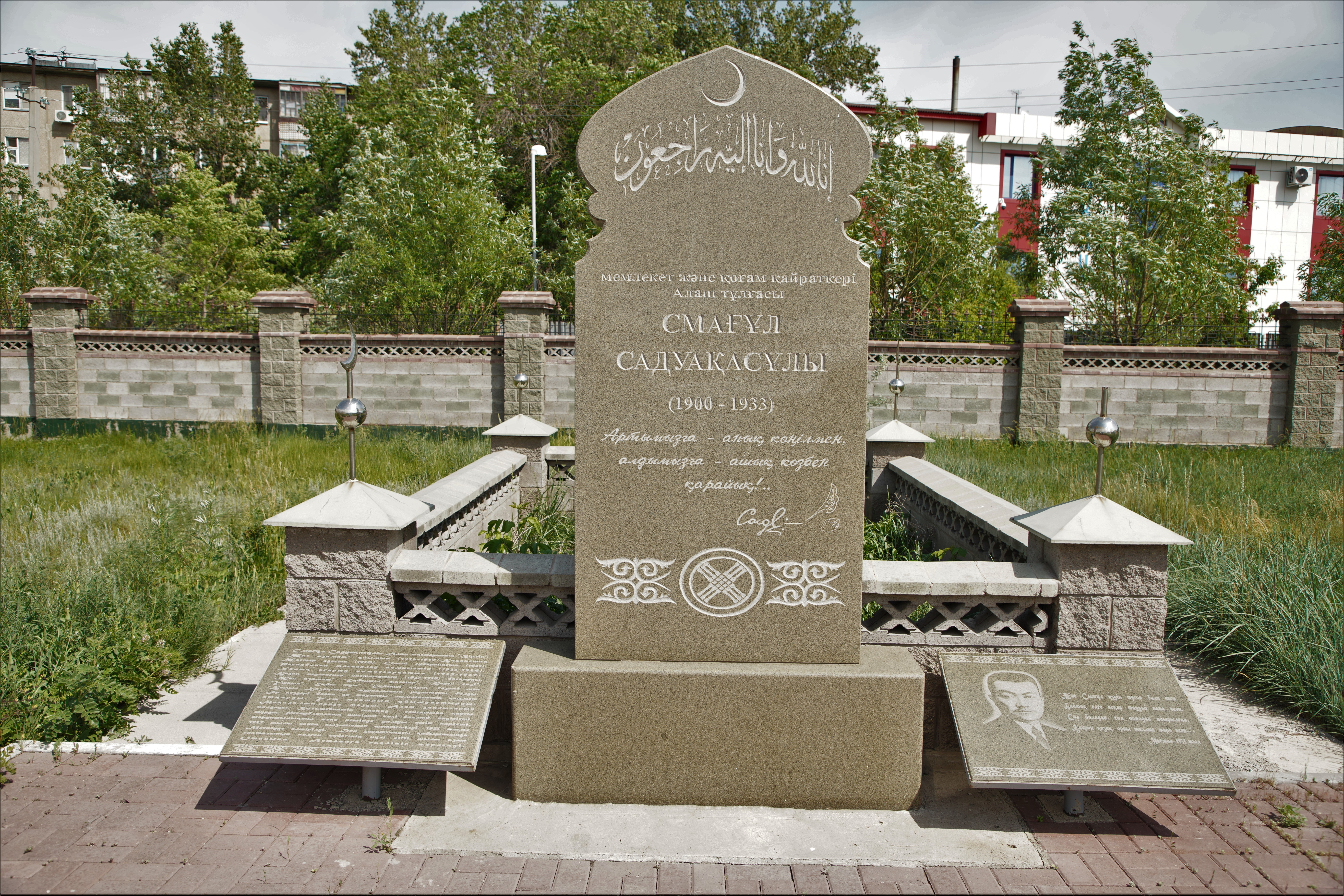
卡拉特克利公墓的斯马古尔·萨德瓦卡索夫之墓

萨德瓦卡索夫出身于喀喇塔塔尔部落，在1915年完成鄂木斯克中等农业学校学业，随后担任学校教师。 在1918年至1919年期间，其担任报纸《穷人之声》和《劳动青年》的编辑，以及俄罗斯共产主义青年团奥伦堡哈萨克地区委员会秘书。他作为亲苏联组织Zhas Kazakh的代表参加了1918年5月5日至13日在鄂木斯克举行的全哈萨克青年代表大会，但在大会结束后立即加入了亲阿拉什自治国哈萨克斯坦青年组织Zhas Azamat，并在一段时间内担任了该组织的成员。
他自1921年起担任哈萨克中央执行委员会书记、哈萨克自治社会主义苏维埃共和国驻突厥斯坦苏维埃社会主义自治共和国中央执行委员会全权代表和哈萨克自治社会主义苏维埃共和国计划委员会主席职务。
他自1925年起担任哈萨克自治社会主义苏维埃共和国教育人民委员，于1927年3月被解职 。他直到1928年3月都一直担任哈萨克斯坦教育学院院长。他同时也是杂志《克孜勒哈萨克斯坦》（1924年—1925年）和报纸《主权哈萨克斯坦》（1925年—1926年）的编辑。
菲利普·戈洛晓金上台后，他被解除一切职务，并于1928年作为莫斯科交通工程师学院的学生入学。毕业后，他参与了莫斯科-顿巴斯铁路的建设。1933年秋，据官方说法，他在沃罗涅日罹患伤寒，并于同年12月16日在一家莫斯科医院去世。
他的骨灰盒埋葬在顿斯科耶公墓前第一火葬场的骨灰安置所内。2011年，萨德瓦卡索夫的骨灰重新在阿斯塔纳的卡拉特克利公墓埋葬。

## 延伸阅读
- Абенова Г. . Радио Азаттык. 2011-01-21  [2016-07-10]. （原始内容存档于2024-02-21）.
- . Казахская электронная библиотека.   [2016-07-10]. （原始内容存档于2016-07-10）.